# Campeonato Africano Sub-17 de 2007
El Campeonato Africano Sub-17 de 2007 se llevó a cabo en Lomé, Togo del 10 al 25 de marzo y contó con la participación de 8 selecciones infantiles de África provenientes de una fase eliminatoria.
Nigeria venció en la final al anfitrión Togo para ser campeón del torneo por segunda ocasión.

## Participantes
| - Burkina Faso - Eritrea - Gabón - Ghana | - Nigeria - Sudáfrica - Togo (anfitrión) - Túnez |

## Fase de grupos
| Color                                    |
| ---------------------------------------- |
| Avanza a Semifinales y al Mundial Sub-17 |